# Look at Her Now
Look At Her Now (с англ. — «Посмотри на неё сейчас») — песня американской исполнительницы Селены Гомес. Релиз трека состоялся 24 октября 2019 года, под руководством лейбла Interscope Records. Является вторым официальным синглом в поддержку предстоящего третьего студийного альбома Rare. Авторами песни выступили сама Селена Гомес, Джулия Майклз, Джастин Трантер и продюсер Иэн Киркпатрик. Трек был описан как «танцевальный» и «попсовый»". По-другому, этот жанр называют Dance-Pop. Песня вошла в «Топ-20» чартов США, Канады, Чехии, Греции, Эстонии, Венгрии, Ирландии, Малайзии, Норвегии, Сингапура, Словакии и Швейцарии; а также «Топ-40» в Австралии, Австрии, Новой Зеландии, Португалии и Великобритании. Песня получила положительные отзывы от критиков, причём многие отметили уверенность, с которой Гомес держится на протяжении всей песни.

## Критика
Мэдлин Рот из MTV News назвала трек «свежей мелодией» и «оптимистичным, танцевальным треком, который беззастенчиво празднует её пост-разбитое грандиозное возвращение». Рот также написал, что песня была «её способом заверить поклонников и себя, что она движется дальше в потрясающей манере». Зак Казайер из Entertainment Tonight обнаружил, что текст песни «показывает уверенность, которую можно восстановить после раскола». В статье для Rolling Stone, Бриттани Спанос описала песню как «оптимистичную и клубную», которая звучит «как продолжение песни „Lose You To Love Me“». Крис Мёрфи, в статье для Vulture, видел Гомес как «невероятно знаменитую девушку, поющую в третьем лице о том, как она переживает расставание со своим невероятно знаменитым бывшим парнем». Цитируя слова песни, Мёрфи написала, что Гомес «вступила в новую фазу своей жизни. Теперь она Селена 2.0». Лейк Шац из Consequence of Sound почувствовал, что трек «поощряет самолюбие и настойчивость». Алисса Бейли из Elle написала, что песня была «гораздо более броским взглядом на мальчика, обманывающего её». Майк Найд из Idolator написал, что Гомес «поет над кипящими битами», в то время как она «празднует свою настойчивость после разрушительного разрыва». Найд также назвал хор «мгновенно напевным» и что это был «абсолютный ушной червь, который обязательно будет доминировать на радио в течение нескольких месяцев». Майкл Лав Майкл для журнала Paper Magazine описал трек как «уверенный» и что это был «клубный освежитель, с заразительным хором „МММ“», и описал бит как «бодрый» и «минимальный». Тино Колокатис из Elite Daily написал, что припев «дарит фанатам основные техно-флюиды» и назвал песню в целом «вдохновляющей», а также написал, что текст песни «заставит вас сказать: 'Дааааа, девочка!'».

## Музыкальное видео
В видеоклипе, который был выпущен в тот же день, что и песня, присутствует сама Селена Гомес и фоновые танцоры. Действия происходят в очень цветной палатке. Как и музыкальный клип на песню «Lose You To Love Me», он так же был полностью снят на iPhone 11 Pro. Режиссёром вновь выступила Софи Мюллер. По состоянию на декабрь 2019 года видео набрало более 100 миллионов просмотров.

## Живые выступления
Так же как и «Lose You To Love Me», «Look At Her Now» была представлена на 2019 American Music Awards, 24 ноября 2019 года.

## Чартовые показатели
Через день после релиза, песня дебютировала на 3-м месте в американском чарте Billboard Bubbling Under Hot 100 Singles, а через неделю вошла в американский Billboard Hot 100 под номером 27. На той же неделе, песня дебютировала под номером 26 в Великобритании и номером 29 в Австралии. Песня вошла в «Топ-20» чартов Канады, Ирландии, Норвегии, Сингапура и Швейцарии.

## Команда, работавшая над синглом
Информация взята с Tidal.
- Селена Гомез — вокал / композитор
- Джулия Майклз — композитор / бэк-вокал
- Джастин Трантер — композитор
- Иэн Киркпатрик — продюсер / композитор / инженер
- Барт Шудель — инженер
- Крис Геринджер — мастеринг-инженер
- Мэнни Маррокуин — микшинг

## Чарты
| Чарт (2019)                                | Высшая позиция |
| ------------------------------------------ | -------------- |
| Аргентина (Argentina Hot 100)              | 91             |
| Австралия (ARIA)                           | 29             |
| Австрия (Ö3 Austria Top 40)                | 26             |
| Бельгия/Фландрия (Ultratip Bubbling Under) | 9              |
| Бельгия/Валлония (Ultratip Bubbling Under) | 33             |
| Канада (Billboard Canadian Hot 100)        | 13             |
| Хорватия (HRT)                             | 93             |
| Чехия (Singles Digitál Top 100)            | 14             |
| Эстония (Eesti Ekspress)                   | 11             |
| Франция (SNEP)                             | 44             |
| Германия (GfK)                             | 43             |
| Греция (IFPI)                              | 6              |
| Венгрия (Single Top 40)                    | 12             |
| Венгрия (Stream Top 40)                    | 12             |
| Ирландия (IRMA)                            | 15             |
| Латвия (LAIPA)                             | 7              |
| Литва (AGATA)                              | 12             |
| Малайзия (RIM)                             | 16             |
| Нидерланды (Single Top 100)                | 78             |
| Новая Зеландия (Recorded Music NZ)         | 23             |
| Норвегия (VG-lista)                        | 15             |
| Португалия (AFP)                           | 31             |
| Румыния Airplay 100                        | 53             |
| Шотландия (OCC Scotland)                   | 44             |
| Сингапур (RIAS)                            | 14             |
| Словакия (Singles Digitál Top 100)         | 7              |
| Испания (PROMUSICAE)                       | 71             |
| Швеция (Sverigetopplistan)                 | 53             |
| Швейцария (Schweizer Hitparade)            | 20             |
| Великобритания (OCC UK Singles)            | 26             |
| США (Billboard Hot 100)                    | 27             |
| США (Rolling Stone Top 100)                | 16             |

## История релиза
| Регион | Дата            | Формат                                        | Лейбл      | Ссылки        |
| ------ | --------------- | --------------------------------------------- | ---------- | ------------- |
| Мир    | 24 октября 2019 | Цифровая дистрибуция Стриминг Виниловый сингл | Interscope | [ 17 ] [ 50 ] |